# Abisko
Abisko – wieś położona w północnej Szwecji oraz nazwa parku narodowego, na terenie którego po części się znajduje.
Geograficznie Abisko jest położone w Laponii, przy granicy z Norwegią, należy do zagłębia Kiruna, najbardziej oddalonego na północ i największego zagłębia Szwecji. Leży na brzegu jeziora Torneträsk. Znajduje się około 195 km na północ od Koła podbiegunowego północnego.
Ze względu na to, że jest jedną z najdalej wysuniętych na północ miejscowości w Szwecji oraz jej wyniesienie ponad otaczający teren, stała się popularnym punktem obserwacji zorzy polarnej.